# Centrolene gemmatum
Centrolene gemmatum е вид жаба от семейство Centrolenidae. Видът е критично застрашен от изчезване.

## Разпространение
Разпространен е в Еквадор.